# 超越終結者
是一部1992年美國和丹麥合拍的科幻動作片，由亞伯特·派努執導，奧利佛·葛魯納和提姆·湯默森主演，講述洛杉磯警察局的一名半人半機器的生化警察試圖逮捕一位竊取了數據的老同事，以完成他的最後一項任務。本片為《挑戰未來》系列電影的第一部作品。
《超越終結者》最先於1992年12月26日日本上映，1993年1月29日才在美國有限上映。之後推出了一系列劇情無直接關聯的續集。

## 劇情
故事設定於2027年的未來世界中，許多恐怖份子企圖利用各種非法數據增強自己，使他們「超越人類」。艾力·雷恩是名疲憊的洛杉磯警察局（LAPD）的生化警察兼賞金獵人，經常獵捕持有非法數據的機器人。在一次例行任務中，他遭到了一群被稱為「紅色鐵錘軍」（The Red Army Hammerheads）的生化自由戰士組織的黨羽襲擊；他差點被倖存的領導人蘿莎莉亞殺死，在對方逃走前她認為艾力幾乎是個機器人，但艾力反駁：「有86%仍是人類」。
經過數月的修復和療養，艾力追蹤蘿莎莉亞到舊巴哈（Old Baja）並殺死了她。不久之後，艾力的仿生前情人潔芮德和另一名仿生人珊前來找他，要他回到警局。艾力表示自己受夠了警察工作，而改行當一名職業走私客和刺客。然而，警局長官只是讓他自由一段時間。當艾力在工作中被槍殺並受重傷後，他的老上司法恩斯沃警監將他綁走並帶回來執行最後一項任務。警局同事傑曼表示，潔芮德竊取了有關即將舉行的日本和美國之間首腦會議的重要安全訊息必須在她將計劃洩露給紅色鐵錘軍之前予以阻止。法恩斯沃斯告訴艾力，在修復過程中還給他在心臟安裝一枚炸彈，給他三天的時間找到將會面組織領導人安吉-里夫的潔芮德，否則炸彈將會殺死艾力。飛到環太平洋的香廬（Shang-Lu）島後，艾力被潔芮德當成了誘餌。
實際上，自由戰士並非在與政府對人們生活的控制作鬥爭，而是在為人類的未來而戰。一種新款的機器人正在滲透到人類社會的高層，將強大領導者思維複製並偽裝成人類的「合成人」，現有的技術無法分辨，法恩斯沃就是其中之一，真正的法恩斯沃早已死去並遭替換。持有安全訊息的潔芮德得以合成出破解數據，這威脅到機器人們的計劃。艾力入住當地一間旅館後被潔芮德代表茱莉安攔截。她告訴他，由法恩斯沃斯率領的洛杉磯警察局突擊隊正在跟蹤他，等待機會打擊鐵錘軍和潔芮德。原來，潔芮德在逃離洛杉磯時受了致命傷，需要從她的身體中搶救出她的記憶核心。在取下植入艾力眼中的監視設備後，茱莉安給他注射了一種電子干擾器，以防止炸彈被遠程引爆。她將潔芮德的晶片交給艾力，使他能夠透過小型電腦與她交談。突擊隊對旅館展開進攻，茱莉安犧牲自己讓艾力逃脫。
艾力被當地嚮導兼鐵錘軍偵查員麥斯營救，她也是蘿莎莉亞的妹妹。雖然她想要艾力死，但她將對組織的忠誠擺在首位，於是她帶著艾力去見安吉-里夫，安吉-里夫說服艾力加入他們的行動。突擊隊追蹤到他們，使艾力帶著麥斯與敵方在廢棄的工廠附近發生槍戰和追逐；包含安吉-里夫在內所有的鐵錘軍成員都被法恩斯沃的人馬殺死。救了麥斯性命的艾力得到她的原諒，之後兩人持續遭到法恩斯沃的追殺。其中法恩斯沃的同夥馬里茲被麥斯用榴彈發射器殺死。
艾力用榴彈發射器攻擊法恩斯沃，但對方倖存並露出內在機器內骨骼的模樣。艾力和麥斯到達火山口的一個秘密機庫，倖存的鐵錘軍成員河內令郎駕駛飛機載他們離開，但法恩斯沃爬上飛機攻擊艾力。艾力最終捨棄自己一隻手將法恩斯沃拋入火山口旁，擊敗了他。艾力和麥斯成功抵達鐵錘軍另一處實驗室，在那得以利用潔芮德摧毀機器人的複製技術，但這意味著從核心抹去她的記憶，潔芮德將不復存在。重傷並纏著繃帶的艾力向她被迫道別。
六個月後，艾力進入洛杉磯警局總部獵捕合成人，並殺死了試圖警告他的傑曼。在潔芮德死前告訴艾力，真正的法恩斯沃在一個老地方給他留下了一封信。在其中，身為前導師的他為自己有時的粗暴對待向艾力道歉，提醒他都必須做正確的事情。艾力和他的新搭檔麥斯離去，到紐約繼續他們的獵捕工作。

### 另類結局
所謂的加長版只在日本和德國限量版藍光中發行，包含了一個更黑暗的開放結局。艾力和麥斯談論去紐約之後，法恩斯沃在他們走上樓梯時現身。一個銀幕外的未知女聲問道：「我們現在該幹掉他們嗎？」法恩斯沃轉向銀幕並回答：「何不呢？」暗示他們成功阻止了兩人。這個版本不包含艾力和內骨骼法恩斯沃斯在飛機上的纏鬥，而是解釋了原本已死的他再次出現。傑曼在警局總部的辦公室裡還有一處加長橋段：他詢問安全人員是否有安全漏洞。除此之外，該藍光還有一些與美版不同的剪輯畫面。
電影在亞馬遜Prime影音上還有另一種結局，艾力和內骨骼法恩斯沃斯的飛機纏鬥保留下來，且在電影結尾時法恩斯沃和銀幕外女人重現了上述的對話，緊接著是一聲雷鳴，電影在此結束；但這回法恩斯沃沒有現身在樓梯上。

## 演員
- 奧利佛·葛魯納飾演艾力·雷恩（Alex Rain）
- 提姆·湯默森飾演法恩斯沃警監（Commissioner Farnsworth）
- 田川洋行飾演安吉-里夫（Angie-Liv）
- 瑪喬麗·摩納漢（英语：Marjorie Monaghan）飾演潔芮德（Jared）
- 奧本雄二（英语：Yuji Okumoto）飾演河內令郎（Yoshiro Han）
- 尼可拉斯·蓋斯特（英语：Nicholas Guest）飾演傑曼（Germaine）
- 文生·克萊（英语：Vincent Klyn）飾演米歇爾（Michelle）
- 湯姆·馬修斯（英语：Thom Mathews）飾演馬里昂（Marion）
- 瑪珍·荷登（英语：Marjean Holden）飾演珊（Sam）
- 布瑞恩·詹姆斯飾演馬里茲（Maritz）
- 黛博拉·謝爾頓（英语：Deborah Shelton）飾演茱莉安（Julian）
- 湯瑪斯·傑恩飾演比利（Billy）
- 傑基·厄爾·哈利飾演愛因斯坦（Einstein）
- 默爾·肯尼迪（Merle Kennedy）飾演麥斯（Max）
- 珍妮佛·加蒂（英语：Jennifer Gatti）飾演蘿莎莉亞（Rosaria）
- 羅伯·卡爾頓（英语：Rob Carlton）飾演服務員
- 布蘭斯科姆·里奇蒙（英语：Branscombe Richmond）飾演墨西哥男子

## 製作
《超越終結者》最初作為導演亞伯特·派努於1987年與坎農集團簽下三部片約中的最後一部電影。繼另類風格的驚悚片《危險接近》（1986年）和《向下扭曲》（1987年）之後，坎農希望派努製作一部更主流的動作片。派努開始開發兩個項目：由約翰·屈伏塔主演的《大砂塵》（1954年）重拍版，以及警察和連環殺手的刑案驚悚片《艾力·雷恩》（Alex Rain，以主角名字命名）。當坎農認為屈伏塔缺乏商業號召力時幾乎放棄了《大砂塵》的重拍，派努轉而開發《艾力·雷恩》並想讓凱莉·琳奇主演。該片描述深陷困境的FBI探員在新納粹社區中追捕一名連環殺手。融入未來主義元素的該片設定在未來的25年後；有次，他甚至考慮將它設定在400年後的火星上。派努對賽博朋克設定的興趣由此開始。
1986年10月，當坎農陷入財政困難時，派努被迫擱置《艾力·雷恩》，轉而專注幫坎農挽救其預算超支且未完成的冒險電影《地心歷險》（1989年）。在此之後，他專注於其他項目，其中票房成功的《尖峰戰士》（1989年）當屬最為知名。
在為滿月娛樂製作科幻恐怖片《虛擬實境死亡遊戲》（1993年）後，派努於1991年重啟《艾力·雷恩》的開發。此時他加入了一些新想法，包括將主角的年齡降到13歲，並讓艾力成為一名堅強、暴力的街頭頑童，到洛杉磯警察局做臥底。打算讓才剛在《虛擬實境死亡遊戲》中合作的梅根·沃德主演，派努見了沃德和她的經紀人討論此事。雖然有著高度暴力和要求她的角色在片中展現裸體畫面，但沃德和她的經紀人對其反應良好。派努和沃德一起拍攝了一些測試場景，然後開始尋找合作片商。
閱讀了對帝國娛樂（Imperial Entertainment）製片主管艾許·R·沙阿（Ash R. Shah）的採訪後，派努發現自己和對方對低成本動作片的發展方向有著相似的看法。他會見了沙阿三兄弟，並向他們介紹了他對這部電影的想法和製作可能；將劇本留給他們後，在隔日就接到ㄊ們同意製作的電話。但是，有一個條件：他們希望將主角從13歲的女孩改成30歲的男性，以便利用他們近期發掘的法國跆拳道運動員奧利佛·葛魯納。在帝國的長時間會議上，雙方反复討論，直到帝國同意；除了改變性別外，無論派努的方法多麼不正統，他們會讓他製作他想要拍的電影。派努同意葛魯納的選角並在幾天內開始前期製作。
葛魯納為了準備他的角色，他將全身脂肪降低到4%。同戲演員黛博拉·謝爾頓每天鍛煉三個半小時，且拒絕在裸露戲時使用替身。
《超越終結者》受到影集《無敵金剛》以及電影《紐約大逃亡》（1981年）、《魔鬼終結者》（1984年）、《機器戰警》（1987年）的影響。其中《超越終結者》和《無敵金剛》有著相似的劇情：主角在受傷後透過機器零件替換身體部位；而在心臟植入炸彈的想法則取自《紐約大逃亡》。
主要拍攝在夏威夷、加利福尼亞州和蒙大拿州進行。葛魯納在片中有段利用桿子降到地面的戲，劇組共試了三根才找到一根不會彎曲的桿子。在高潮追逐戲中倒塌的塔是一座真正的工業基礎設施。建築工人砍掉了塔的底部，當它開始倒塌時，特技人員準備逃跑。這次拍攝使用的唯一特殊效果是用於製造爆炸的汽油彈。

## 反響
電影獲得了影評人負面的評價，多半批評劇情不流暢、演員的演技業餘，且過於注重動作。但後來，經過時間的推進，電影的評價漸漸好轉，並被視為邪教經典。

## 續集
電影後來推出三部續集，分別為《挑戰未來2：星雲》（1995年）、《挑戰未來3：殘酷獵殺》（1996年）與《挑戰未來4：死亡天使》（1996年）。其中，《殘酷獵殺》是使用《星雲》拍攝中剩餘的素材所製作。
2017年，《挑战未来5：新模式》（Nemesis 5: The New Model）推出，由達斯汀·弗格森執導，亞伯特·派努擔任執行製片人，前幾集部分演員回歸演出。派瑞也打算拍攝一部與《尖峰戰士》系列電影連動的《赤月：黑暗裂痕》（Cyborg Nemesis: The Dark Rift）。派瑞2016年2月在Facebook和Twitter上確認自己將因失智症完全退出電影製作，並表示疾病已經控制了生活。他還表示，《赤月：黑暗裂痕》不會完成也不會發布。整部電影都已拍攝完成，但特效、剪輯和音頻的編輯仍未完成。簡而言之，本片已被取消。

## 外部連結
- 互联网电影数据库（IMDb）上《超越終結者》的资料（英文）
- AllMovie上《超越終結者》的资料（英文）
- Movie Review w/ Screenshots and Clip